# Bolbitis salicina
Bolbitis salicina är en träjonväxtart som först beskrevs av William Jackson Hooker, och fick sitt nu gällande namn av Ren-Chang Ching. Bolbitis salicina ingår i släktet Bolbitis och familjen Dryopteridaceae. Inga underarter finns listade.